# Symphyomitra tabularis
Symphyomitra tabularis là một loài rêu trong họ Acrobolbaceae. Loài này được S.W. Arnell mô tả khoa học đầu tiên năm 1953. Danh pháp khoa học của loài này chưa được làm sáng tỏ. 